# 羅利·克倫普
羅蘭·法戈·克倫普（英語：Roland Fargo Crump，1930年2月27日—2023年3月12日）是一名美國動畫師和設計師，特別是他作為迪士尼幻想師的工作而受到關注。

## 生平
克倫普出生於加利福尼亞州阿罕布拉，1952年加入華特迪士尼製片廠。起初他從事中間動畫工作，之後成為電影的助理動畫師，包括《小飛俠》、《睡美人》和。1959年，他加入WED企業（後來的華特迪士尼幻想工程），成為迪士尼樂園的一些景點和商店的設計師，包括幽靈公館、魔幻蒂基屋和探險樂園市集。除了在迪士尼的工作，他還在1960年代早期和中期設計了創新和諷刺性的迷幻海報，包括為西海岸波普藝術實驗樂隊設計的幾張海報，以及為該樂隊的歌手鮑伯·馬克萊設計的標識。他還為厄尼·鮑爾設計了吉他弦的包裝。
克倫普負責設計了1964年世界博覽會上的許多迪士尼景點，包括小小世界及其「四風之塔」門牌。1966年，當這個景點搬到迪士尼樂園時，他設計了入口處的大型動畫時鐘，它將木偶兒童送上遊行隊伍。
克倫普為佛羅里達州華特迪士尼世界度假區的神奇王國的早期設計做出貢獻，並在1970年為NBC的《Disney on Parade》進行設計，之後離開迪士尼，從事外部項目，包括布希花園、馬里蘭州的ABC野生動物保護區以及林林兄弟＆巴納姆和貝利馬戲團世界。1975年，納氏草莓樂園開放了Knott's Bear-y Tales，這是一個由克倫普設計的黑暗遊樂設施。1976年，他回到迪士尼工作，設計了Epcot中心的土地館和生命奇蹟館，然後於1981年再次離開，去設計維吉尼亞州諾福克的擬議中的庫斯托海洋中心，並成立自己的企業，馬里波薩設計集團，在阿曼、拉斯維加斯、丹佛和其他地方開發項目。克倫普最終在1992年回到迪士尼，擔任幻想工程的執行設計師，負責Epcot中心的設計。
克倫普於1996年從迪斯尼退休，2004年獲得迪士尼傳奇獎，並於2012年出版自傳《這是個可愛的故事》（It’s Kind of a Cute Story） 。

## 逝世
2023年3月12日，克倫普在加利福尼亞州卡爾斯巴德的家中逝世，享年93歲。

## 外部連結
- 官方网站
- 羅利·克倫普在互联网电影资料库（IMDb）上的資料（英文）